# Ramon Menezes Roma
Ramon Menezes Roma, ou simplesmente Ramon (Feira de Santana, 3 de maio de 1995), é um futebolista brasileiro que atua como zagueiro. Atualmente, defende o Sport.

## Carreira

### Bahia de Feira
Revelado pelo Bahia de Feira em 2013, estreou com apenas 17 anos, e chegou a disputar duas edições do Campeonato Baiano pelo clube, além de uma partida pela Copa do Brasil de 2014, contra o Corinthians.

### Vitória
Ramon foi negociado ainda muito jovem com o Vitória, em 2014, por meio de uma parceria entre os dois clubes. Inicialmente, chegou ao rubro-negro baiano para atuar pela equipe sub-20, disputando três partidas pela Copa Rio Grande do Sul Sub-20 da categoria naquele ano, além de outras competições de juniores.
Em março de 2015, foi então promovido ao time principal. Estreou na equipe profissional num jogo fora de casa contra a Juazeirense, ainda durante a primeira fase do Campeonato Baiano, no dia 8 de março. Assumiu a titularidade na zaga ao longo do estadual e da Copa do Nordeste, agradando ao treinador Carlos Amadeu, que assumira interinamente após a demissão de Ricardo Drubscky, que foi quem lhe deu a primeira oportunidade devido à lesão dos então titulares. Amadeu conhecia Ramon desde a base, e seguiu dando chances ao garoto. Em abril, o Vitória anunciou a renovação do seu contrato por três anos, prolongando o vínculo até 2019. No segundo semestre daquele ano, foi peça importante da campanha na Série B, onde o Vitória garantiu o retorno à primeira divisão.

### Maccabi Tel Aviv
No dia 26 de janeiro de 2017, foi anunciado o seu empréstimo ao Maccabi Tel Aviv, de Israel, inicialmente até maio de 2017.

### Cruzeiro
Em 10 de março de 2020 o zagueiro foi anunciado pelo Cruzeiro para a temporada, recebendo a camisa 4.
Marcou seu primeiro gol pelo clube celeste no triunfo por 3–0 sobre a Patrocinense, jogo válido pela semifinal do Troféu Inconfidência em 01 de agosto.
Ao lado de Manoel editou uma dupla segura na goleada por 3–0 sobre a Ponte Preta no Mineirão em 30 de setembro, sendo elogiado por muitos torcedores, inclusive compondo a dupla de zaga da seleção da 12ª rodada na série B de 2020.
Fez o gol de empate contra o Vasco em 19 de setembro de 2021, pela Série B, em São Januário. O gol foi marcado no último lance do jogo. Marcou novamente 20 dias depois, no empate de 1–1 contra o Guarani, em Campinas. O gol foi marcado após escanteio de Rômulo.

## Títulos
Vitória
- Campeonato Baiano: 2016

Atlético Goianiense
- Campeonato Goiano: 2022[10] e 2023

Ceará
- Campeonato Cearense: 2024 e 2025

### Prêmios individuais
- Seleção do Campeonato Baiano: 2016